# ويليام هنري هاريسون (سياسي)
ويليام هنري هاريسون (بالإنجليزية: William Henry Harrison)‏ هو محامي وسياسي أمريكي، ولد في 10 أغسطس 1896 في الولايات المتحدة، وتوفي في 8 أكتوبر 1990 في الولايات المتحدة. حزبياً، نشط في الحزب الجمهوري. وقد انتخب عضو مجلس نواب وايومنغ وانتخب عضو مجلس نواب إنديانا وانتخب عضو مجلس النواب الأمريكي.